# Ninjas and Superspies
Ninjas & Superspies est un jeu de rôle écrit et créé par Erick Wujcik, publié en 1988 par Palladium Books. Le jeu est orienté dans le genre espionnage et arts martiaux. L'action se situe dans le monde moderne, semblable à des films tels que la collection de films  James Bond ou les  films d'arts martiaux chinois. À cette fin, le jeu contient des règles de jeu pour les arts martiaux et des pouvoirs mystiques parallèlement à des règles pour jouer avec des gadgets d'espions, cybernétique et d'autres jouets de haute technologie. 
 Mystic China, , le jeu est seulement publié avec cet unique supplément, qui ajoute des classes de personnages, arts martiaux, et du matériel de campagne axé sur la culture traditionnelle chinoise (Feng shui  géomanciens,  taoïstes prêtres, etc).
Les personnages dans Ninjas & Superspies peuvent prendre plusieurs formes. Ils peuvent être adepte d'un art martial dojo, agent pour un gouvernement ou agent privés l'agence de renseignement, soldats impliqués dans le contre-espionnage, ou même  yeux privés, en fonction de la sélection de la classe de caractères des professions (OCC). Chaque O.C.C. fournit un âge de référence qui est modifiée par n'importe quel entraînement au combat a un personnage et, dans certains cas, combien de temps ils ont passé en prison. La plupart des personnages sont hautement qualifiés, avec des personnages du livre principal à l'aide du système de compétences programmes afin de déterminer leurs compétences, ce qui fournit un ensemble de compétences connexes, et ceux optionnels de la Chine en utilisant le Mystic china OCC / au choix / secondaire méthode des compétences, qui permet la sélection des compétences à la carte. Presque tous les personnages ont accès à des contacts à partir de leurs origines : personnage adepte des arts martiaux ont peut-être des contacts avec des compétiteurs dans leur art, des agents secrets peuvent avoir travaillé contre pour ou avec quelqu'un dans le passé, les personnages voleur peuvent avoir fait du temps avec certaines personnes en prison ou sur un chantier, etc
Alors que le jeu fait usage du Palladium Megaversal System, plusieurs éléments uniques doivent être mentionnés. Tout d'abord, le système de combat de Ninjas & Superspies est beaucoup plus détaillé que dans les autres jeux Palladium, contenant plus d'options pour l'attaque et la défense pour aller avec le grand nombre d'arts martiaux offerts. Au lieu des quatre formes de combat standard proposées ("Basic", "Expert", "Assassin" et "Arts martiaux"), Ninjas & Superspies a plus de quarante modèles, avec des styles supplémentaires que l'on trouvera dans Mystic China. Ceux-ci sont des formes abstraites de « véritables » styles ayant les mêmes noms, en essayant de conserver la sensation d'un style personnel sans nécessairement montrer toutes les manières dans lesquelles elle peut être enseignée. Certains arts martiaux ont des formes tout à fait uniques d'attaque ou de défense, ou des pouvoirs uniques, mais la plupart sont tirés de la liste élargie des manœuvres standard, en les combinant avec des pouvoirs d'arts martiaux pour créer le style individuel.
Ninjas & Superspies intègre l'idée de Chi, qui est présenté comme une énergie vitale, force qui est présente dans le monde partout en toute chose et qui peut être dirigée par des personnes spécifiquement formées et entrainées. Ce concept a été interprété à plusieurs reprises dans les autres jeux Palladium, souvent sous différents aspects de l'énergie métaphysique. D'autres éléments mystiques d'Asie de l'Est sont considérés, en particulier dans un autre livre intitulé Mystic China.